# Arp 148
Arp 148, auch als Mayall´s Objekt bekannt, besteht aus zwei wechselwirkenden Galaxien im Sternbild Großer Bär. Die beiden Galaxien sind etwa 463 Millionen Lichtjahre von der Milchstraße entfernt und stellen eine Momentaufnahme einer Kollision von zwei Galaxien dar. Die Kollision hat vermutlich einen Schockwellen-Effekt hervorgerufen, welcher verursacht, dass sich die Materie ringförmig ausdehnt. Halton Arp gliederte seinen Katalog ungewöhnlicher Galaxien nach rein morphologischen Kriterien in Gruppen. Diese Galaxie gehört zu der Klasse Galaxien mit assoziierten Ringen.